# Comité Paralímpico de Catar
El Comité Paralímpico de Catar es el comité paralímpico nacional que representa a Catar. Esta organización es la responsable de las actividades deportivas paralímpicas en el país. Es miembro del Comité Paralímpico Internacional y del Comité Paralímpico Asiático.